# Кокаиновый медведь (медведь)
Кокаиновый медведь (англ. Cocaine Bear, также Pablo Eskobear (иногда пишется Escobear) или Cokey the Bear) — 79 килограммовый американский чёрный медведь, умерший от передозировки кокаина в 1985 году. Кокаин был сброшен контрабандистами наркотиков в пустыне в Теннесси, США. Медведь был найден мёртвым на севере Джорджии и был выставлен в торговом центре в Кентукки. Эти события стали вдохновением для одноимённого фильма.

## История
11 сентября 1985 года Эндрю С. Торнтон II, бывший офицер полиции Лексингтона по борьбе с наркотиками, ставший контрабандистом наркотиков, перевозил кокаин из Колумбии в США. После сдачи груза в Блэрсвилле, штат Джорджия, Торнтон и его сообщник отправились на лёгком двухмоторном самолёте Cessna 404 Titan. По пути они сбросили 40 пластиковых контейнеров с кокаином в пустыню, прежде чем покинуть самолёт, летящий над Ноксвиллем, штат Теннесси. Торнтон был убит мгновенно, когда его парашют не раскрылся. По данным ФБР, Торнтон сбросил свой груз, потому что вес двух человек, помимо кокаина, был слишком тяжёлым для перевозки самолетом.
23 декабря Бюро расследований Джорджии сообщило о нахождении мертвого медведя барибала, который съел большое количество кокаина из сброшенных контейнеров. Контейнеры содержали около 75 фунтов (34 килограмма) кокаина на сумму 20 миллионов долларов (55,6 миллиона долларов США с учётом инфляции), и к тому времени, когда это было изучено государственными органами, все контейнеры были разорваны, а их содержимое было разбросано. Главный медицинский эксперт из Лаборатории по борьбе с преступностью штата Джорджия доктор Кеннет Алонсо заявил, что его желудок был «буквально упакован до краёв кокаином», хотя, по его оценкам, в кровь медведя на момент смерти всосалось лишь 3-4 грамма.
Доктор Алонсо не хотел выбрасывать тело медведя, поэтому он сделал из него чучело и отдал его в Национальную зону отдыха реки Чаттахучи. Чучело, однако, исчезло, и обнаружилось в ломбарде. В конце концов он был отправлен в «Kentucky for Kentucky Fun Mall» в Лексингтоне, штат Кентукки, где он остаётся по сей день. Утверждается, что медведь, хранящийся в Лексингтоне, — это не тот же медведь, который умер в Джорджии, а скорее ещё один, несвязанный медведь из-за того, что первоначальный медведь находился в состоянии разложения, хотя торговый центр утверждает, что это тот самый медведь.
По словам владельцев медведя, кокаиновый медведь имеет право заключать юридически обязательные свадьбы в торговом центре, где он хранится в соответствии с законами Кентукки о браке. Это утверждение верно лишь частично; медведь не имеет полномочий на торжественные свадьбы, но штат Кентукки не может признать браки недействительными, заключённые неквалифицированными лицами, если стороны считают, что лицо, вступившее в их брак, имеет на это право. Таким образом, вера во власть кокаинового медведя позволяет ему проводить юридически обязательные свадьбы в Кентукки.

## В культуре
9 марта 2021 года Universal Pictures объявила, что фильм «Кокаиновый медведь» будет снят Элизабет Бэнкс. Реальный кокаиновый медведь никого не убил после употребления наркотиков, и что произошло во время, предшествовавовавшее его смерти от передозировки, неизвестно. Фильм был выпущен 24 февраля 2023 года.